# Panaxia nepos
Panaxia nepos là một loài bướm đêm thuộc phân họ Arctiinae, họ Erebidae.